# Signs
Signs, literalment en català "Senyals", és una pel·lícula estatunidenca de ciència-ficció del 2002 dirigida per M. Night Shyamalan.

## Argument
La família Hess, que viu a Doylestown, al comtat de Bucks (Pennsilvània), passa per uns moments molt obscurs. Després de la mort de la seva dona en un accident de trànsit, el pare, Graham Hess, ha perdut la fe i ha deixat la seva tasca de pastor. Tot ocupant-se de la seva granja, intenta criar els seus dos fills, Morgan i Bo, ajudat pel seu germà petit Merrill, una antiga glòria del beisbol.
Un bon matí la família descobreix en els seus camps de blat de moro uns agroglifs gegantins. En Graham i en Merrill s'adonen ràpidament que hi ha quelcom que els espia i que volta pels seus camps de nit. Molt ràpidament els Hess coneixen la veritat: aquells misteriosos agroglifs no s'havien fet pas per atzar, sinó que eren signes d'una invasió extraterrestre imminent.

## Repartiment
- Mel Gibson: Reverend Graham Hess
- Joaquin Phoenix: Merrill Hess
- Rory Culkin: Morgan Hess
- Abigail Breslin: Bo Hess
- Cherry Jones: oficial Caroline Paski
- M. Night Shyamalan: Ray Reddy
- Patricia Kalember: Colleen Hess
- Ted Sutton: SFC Cunningham